# Dolores Fuller
Dolores Agnes Fuller (10 de marzo de 1923—9 de mayo de 2011) fue una actriz y compositora estadounidense.

## Filmografía
| Año  | Título                 | Personaje                                                   | Observaciones                                          |
| ---- | ---------------------- | ----------------------------------------------------------- | ------------------------------------------------------ |
| 1934 | It Happened One Night  | Rol menor                                                   | No acreditada                                          |
| 1952 | Outlaw Women           | Una de las chicas del tío Barney                            | No acreditada Título alternativo: Boot Hill Mamas      |
| 1953 | Glen or Glenda         | Barbara                                                     |                                                        |
| 1953 | Girls in the Night     | Participante en el concurso de belleza Miss Tercera Avenida | Título alternativo: Life After Dark                    |
| 1953 | Gardenia azul          | Mujer en bar                                                | No acreditada                                          |
| 1953 | Count the Hours        | Reportera                                                   | No acreditada Título alternativo: Every Minute Counts  |
| 1953 | Mesa of Lost Women     | Rubia que observa en el bosque                              | Título alternativo: Lost Women                         |
| 1953 | The Body Beautiful     | June                                                        | Acreditada como Sherry Caine                           |
| 1953 | The Moonlighter        | Miss Buckwalter                                             | No acreditada                                          |
| 1954 | Jail Bait              | Marilyn Gregor                                              | Título alternativo: Hidden Face                        |
| 1954 | Playgirl               | Chica                                                       | No acreditada                                          |
| 1954 | The Raid               |                                                             | No acreditada                                          |
| 1954 | This Is My Love        |                                                             | No acreditada                                          |
| 1955 | Bride of the Monster   | Margie                                                      | cameo Título alternativo: Bride of the Atom            |
| 1956 | The Opposite Sex       | Bit Role                                                    | No acreditada                                          |
| 1997 | The Ironbound Vampire  | Theresa Powell                                              | Lanzamiento directo a vídeo                            |
| 1998 | Dimensions in Fear     | Dueña de emisora de televisión                              | Títulos alternativos: City in Terror Dimension in Fear |
| 2000 | The Corpse Grinders 2  | Patricia Grant                                              | Lanzamiento directo a vídeo                            |
| Tv   |                        |                                                             |                                                        |
| Año  | Título                 | Rol                                                         | Notas                                                  |
| 1955 | The Great Gildersleeve | Miss Carroll                                                | 1 episodio                                             |
| 1955 | It's a Great Life      | Chica                                                       | 1 episodio                                             |
| 1956 | Aventuras de Superman  | Lorraine                                                    | 1 episodio                                             |

## Discografía
Canciones registradas por Elvis Presley con letra de Dolores Fuller:
- "Rock-A-Hula Baby" (del filme Blue Hawaii, 1961)
- "I Got Lucky" (del filme Kid Galahad, 1962)
- "Steppin' Out of Line" (track no usado de sesiones en Blue Hawaii,  editado por primera vez en álbum de 1962 Pot Luck)
- "You Can't Say No in Acapulco" (del filme Fun in Acapulco, 1963)
- "Beyond the Bend" (del filme It Happened at the World's Fair, 1963)
- "Barefoot Ballad" (del filme Kissin' Cousins, 1964)
- "Big Love, Big Heartache" (del filme Roustabout, 1964)
- "Do the Clam" (del filme Girl Happy, 1965)
- "Spinout" (del filme Spinout, 1966)
- "I'll Take Love" (del filme Easy Come, Easy Go, 1967)
- "Have a Happy" (del filme Change of Habit, 1969)
- "Cindy, Cindy" (Love Letters from Elvis, álbum de estudio 1971)

Según AllMusic, otras canciones coescritas por ella incluyen "I'll Touch a Star" de Terry Stafford, "Lost Summer Love" de Shelley Fabares y "Someone to Tell It To" de Nat King Cole.